# 요노즈촌 (니가타현)
요노즈촌(米納津村)은 니가타현 니시칸바라군에 있던 촌이다.

## 역사
- 1889년 4월 1일 - 정촌제 시행에 수반해 니시칸바라군 요노즈촌이 성립하였다.
- 1954년 11월 3일 - 요시다정, 아오즈촌과 합병해, 요시다정이 신설되어 폐지되었다.

## 참고문헌
- 『市町村名変遷辞典』東京堂出版、1990年。